# Aeropuerto de Guasopa
El Aeropuerto de Guasopa (del inglés Guasopa Airport) es un aeropuerto ubicado en Guasopa en la isla Woodlark en la Provincia de Milne Bay en Papúa Nueva Guinea. Fue construido por los aliados Seabees durante la Segunda Guerra Mundial en el transcurso de la Operación Chronicle, parte de la Operación Cartwheel.